# اونو نو میچیکازه
اونو نو میچیکازه (به ژاپنی: 小野 道風 Ono no Michikaze); ۱ ژانویهٔ ۰۸۹۴ – ۹ فوریهٔ ۰۹۶۶) هنرمند، و خوشنویس در دوره هی‌آن اهل ژاپن بود.